# 熱帶風暴莫拉菲 (2015年)
熱帶風暴莫拉菲 （英語：Tropical Storm Molave，國際編號：1514，聯合颱風警報中心：WP152015）是2015年太平洋颱風季第14個被命名的風暴。「莫拉菲」（Molave）是菲律賓氣象部門於2004年提供的熱帶氣旋名字，意指小花牡荊，是菲律賓一種常用於製造傢俬的硬木。

## 發展過程
2015年8月5日，一個低壓區在北馬里亞納群島東方海面上生成。同日，美國海軍研究實驗室給予擾動編號96W。下午8時，日本氣象廳將其升格為熱帶低氣壓。下午11時，聯合颱風警報中心認為該系統在24小時內形成為熱帶氣旋的機會評級為「低」的評級。
8月6日早上6時半，聯合颱風警報中心對該系統評級提升為「中」的評級。下午1時半，聯合颱風警報中心對其評級提升為「高」，並對其發佈熱帶氣旋形成警報。下午2時，日本氣象廳對其發出烈風警報。
8月7日上午8時，聯合颱風警報中心將其升格為熱帶低氣壓，並給予編號15W。下午8時，日本氣象廳將其升格為熱帶風暴，並命名為莫拉菲。
8月8日下午2時，聯合警報中心將其升格為熱帶風暴。
8月9日下午8時，聯合颱風警報中心將其降格為亞熱帶低氣壓，並對其發出最後警報。
8月11日，莫拉菲的雲團開始向中心匯聚，聯合颱風警報中心認為其重新符合熱帶氣旋的結構條件，於下午2時將其評定為熱帶風暴，並重新發報，最高一分鐘平均風速為45節，隨後又把強度調整為50節。
8月14日上午2時，聯合颱風警報中心對其發出最後的警報。上午8時，日本氣象廳認為莫拉菲已經轉化為溫帶氣旋。

## 外部連結
- （日語）日本氣象廳首頁 （页面存档备份，存于）
- （英文）聯合颱風警報中心首頁 （页面存档备份，存于）
- （简体中文）中國國家氣象中心首頁
- （繁體中文）臺灣中央氣象局首頁 （页面存档备份，存于）
- （繁體中文）香港天文台首頁 （页面存档备份，存于）
- （繁體中文）澳門地球物理暨氣象局首頁 （页面存档备份，存于）
- （英文）菲律賓大氣地球物理和天文管理局首頁 （页面存档备份，存于）